# 대종교신원경
대종교신원경(大倧敎神圓經)은 대종교의 대종사인 백봉(白峰)이 1903년에 펴낸 경전이다.

## 체제
크게 나누어 경전과 부록 두 부분으로 되어 있다.
경전은 총 12장으로 구성된 경(經)-대종교신원경-을 중심으로 그 앞에 이화(李花)의 <서(序)>, 백봉의 <서(序)> 및 성만(醒晩)의 <대종교원류>, 그리고 뒤에 시호자(時呼子)의 <신원경찬>이 배치되어 있다.
부록은 대종교 예식문건으로서 <본교 배천식>, <본교 사마식>, <본교 14금조>, <본교 도혼식>, <본교 위생계>, <본교 수양결> 순서로 수록돼 있다. 여기서 '본교'는 대종교를 가리키며, '배천식', '사마식', '도혼식'은 대종교 예식이고, '14금조'는 대종교의 윤리, 위생계와 수양결에는 수행 비결(祕訣)이 담겨 있다.

## 의의
대종교신원경은 조선말 백두산 비의 교단의 실체와 유교, 불교, 도교 삼교합일을 지양한 초기 대종교의 과도기적 면모를 실증해 주는 점에서 중요한 의의가 있다. 현재 고려대학교 도서관 한적실에 소장돼 있으며, 조준희 국학인물연구소장이 발굴했다.